# سان نيكاندرو غارغانيكو
سان نيكاندرو غارغانيكو (بالإيطالية: San Nicandro Garganico)‏ هي بلدية في مقاطعة فودجا في إقليم بوليا الإيطالي.

## السكان
في سنة 1861 بلغ عدد السكان 7٬791 نسمة، وتطور العدد ليصل في سنة 2018 لـ 15٬224 نسمة.
يظهر هذا المخطط البياني تطور النمو السكاني لـ سان نيكاندرو غارغانيكو

## أعلام
- روبرتو كاروسو